# Черкасская волость (Славяносербский уезд)
Черка́сская во́лость — административно-территориальная единица Славяносербского уезда Екатеринославской губернии.
По состоянию на 1886 год состояла из 2 поселений, 2 сельских общин. Население — 3 473 лица (1 705 мужского пола и 1 768 — женского), 560 дворовых хозяйства.
|                        | Площадь, десятин | В том числе пахотной, дес. |
| ---------------------- | ---------------- | -------------------------- |
| Сельских общин         | 10283            | 3260                       |
| Частной собственности  | 145              | 62                         |
| Казенной собственности | 72               | -                          |
| Другой собственности   | 232              | 75                         |
| В целом                | 10732            | 3397                       |

Крупнейшие поселения волости:
- Черкасское — бывшее государственное село при реке Лугань в 12 верстах от уездного города, 1 755 человек, 295 дворов, православная церковь, 2 лавки.
- Хорошее — бывшее государственное село при реке Лугань, 1 718 человек, 265 дворов, православная церковь, лавка.